# Ljudmyla Blons'ka
Ljudmyla Leonydivna Blons'ka (in ucraino Людмила Леонідівна Блонська?; Sinferopoli, 9 novembre 1977) è un'ex multiplista ucraina, campionessa mondiale indoor nel 2006.
Ricevette una squalifica a vita dalle competizione dopo essere risultata positiva per la seconda volta all'esame anti-doping delle Olimpiadi di Pechino 2008.

## Biografia

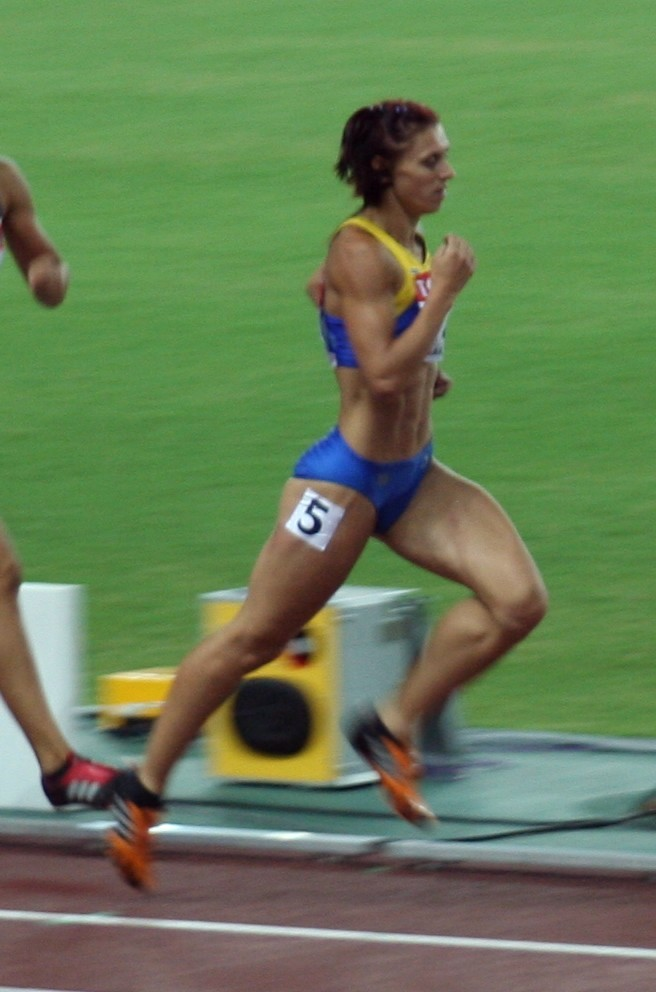
Ljudmyla Blons'ka ai Campionati del mondo del 2007

### Gli esordi
Ljudmyla Blons'ka praticò ginnastica ritmica dai cinque ai dieci anni. Quindi passò alla pallacanestro, e successivamente al judo e al ciclismo. All'età di quattordici anni fu introdotta nelle specialità atletica da un allenatore locale. Nel 1993 partecipò ai Campionati Ucraini Giovanili, a Odessa, provando per la prima volta la gara dell'heptathlon. Pianse di paura prima della gara degli 800 metri, ma poi si innamorò dell'heptathlon dopo aver raggiunto un buon risultato.
Nel 1995, dopo aver terminato gli studi, si trasferì nella capitale Kiev per cominciare ad allenarsi come membro della squadra giovanile ucraina. Cinque mesi dopo ricevette un invito di studio all'Istituto degli Sport e di Educazione Fisica a Charkiv. Si trovò senza un allenatore e si dovette allenarsi da sola per un anno e mezzo, mentre lavorava di notte per sbarcare il lunario.

### L'esperienza internazionale e la squalifica per doping
Nel 1998, Ljudmyla Blons'ka arrivò terza ai campionati nazionali con 5554 punti, e nel 1999 portò il suo record personale a 5765 punti. Nel 2000 si laureò nell'istituto di Charkiv come allenatrice e istruttrice di educazione fisica e si trasferì a Brovary seguendo l'atleta Serhik Blons'kyj. Diventò madre l'anno successivo. Nel maggio 2002, un mese dopo l'evento, vinse i campionati nazionali col primato personale di 6039 punti, e si qualificò per i Campionati europei a Monaco. Qui terminò la sua gara al tredicesimo posto a presto fu trovata positiva agli steroidi. La decisione della IAAF fu di bandirla per due anni dalle competizioni, e prima dello scadere del periodo, nel giugno 2004, nacque il suo secondo figlio.

### Il ritorno alle competizioni e la squalifica definitiva
Al ritorno alle gare, Ljudmyla Blons'ka ottenne risultati migliori del passato. Arrivò prima alle Universiadi del 2005 e fu quinta agli Europei del 2006, dopo aver vinto la medaglia d'oro nel pentathlon ai Mondiali indoor di quell'anno. Nel 2007 stabilì il record ucraino nell'heptathlon, con 6832, durante i Mondiali di Osaka. Poco prima delle Olimpiadi di Pechino, finì ottava nel pentathlon ai Mondiali indoor 2008.
Alle Olimpiadi si classificò al secondo posto nell'heptathlon donne, ma fu subito squalificata e perse la sua medeglia dopo essere risultata positiva al test per il metiltestosterone. Si qualificò per la finale del salto in lungo, ma il Comitato Olimpico Internazionale decise di escluderla completamente dai Giochi. Essendosi il fatto verificatosi per la seconda volta, ricevette una squalifica a vita dalle competizioni.

## Record nazionali
- Heptathlon: 6.832 punti ( Osaka, 26 agosto 2007)

## Progressione

### Heptathlon
| Stagione | Risultato | Luogo       | Data       |
| -------- | --------- | ----------- | ---------- |
| 2008     | 6.570 p.  | Götzis      | 1-6-2008   |
| 2007     | 6.832 p.  | Osaka       | 26-8-2007  |
| 2006     | 6.448 p.  | Götzis      | 28-5-2006  |
| 2005     | 6.378 p.  | Woerden     | 28-8-2005  |
| 2003     | 6.316 p.  | Charkiv     | 18-05-2003 |
| 2002     | 6.039 p.  | Bila Cerkva | 17-5-2002  |
| 2000     | 5.592 p.  | Kiev        | 4-6-2000   |
| 1999     | 5.765 p.  | Odessa      | 21-5-1999  |
| 1998     | 5.590 p.  | Bila Cerkva | 27-06-1998 |

### Pentathlon indoor
| Stagione | Risultato | Luogo   | Data      |
| -------- | --------- | ------- | --------- |
| 2008     | 4.771 p.  | Tallinn | 15-2-2008 |
| 2006     | 4.685 p.  | Mosca   | 10-3-2006 |
| 2003     | 4.321 p.  | Tallinn | 16-2-2003 |
| 2000     | 4.327 p.  | Brovary | 8-2-2000  |

## Palmarès
| Anno | Manifestazione  | Sede     | Evento         | Risultato | Prestazione | Note                                     |
| ---- | --------------- | -------- | -------------- | --------- | ----------- | ---------------------------------------- |
| 2002 | Europei         | Monaco   | Eptathlon      | 13ª       | 5.865 p.    |                                          |
| 2005 | Universiade     | Smirne   | Eptathlon      | Oro       | 6.297 p.    |                                          |
| 2006 | Mondiali indoor | Mosca    | Pentathlon     | Oro       | 4.685 p.    | Miglior prestazione personale stagionale |
| 2006 | Europei         | Göteborg | Eptathlon      | 5ª        | 6.357 p.    |                                          |
| 2007 | Mondiali        | Osaka    | Eptathlon      | Argento   | 6.832 p.    | Record nazionale                         |
| 2008 | Mondiali indoor | Valencia | Pentathlon     | 8ª        | 4.474 p.    |                                          |
| 2008 | Giochi olimpici | Pechino  | Salto in lungo | dq        | dq          |                                          |
| 2008 | Giochi olimpici | Pechino  | Eptathlon      | dq        | dq          |                                          |

## Campionati nazionali
2000
- Oro ai Campionati nazionali ucraini indoor, pentathlon - 4.327 p.

2005
- Oro ai Campionati nazionali ucraini, eptathlon - 6.378 p.